# Heyy Babyy
Heyy Babyy (Heyy Babyy) è un film indiano del 2007 diretto da Sajid Khan e con protagonisti Akshay Kumar, Vidya Balan, Fardeen Khan, Riteish Deshmukh e Boman Irani. Il film è un remake di Tre uomini e una culla, film francese del 1985, che aveva ispirato anche il film statunitense del 1987 Tre scapoli e un bebè.
Il film uscito nelle sale il 24 agosto 2007 rappresenta il primo lungometraggio cinematografico diretto Khan, girato fra l'Australia ed i Filmistan Studios di Mumbai. È il primo film indiano ad essere stato pubblicato su Blu-ray disc.